# 賭城大亨之新哥傳奇
《賭城大亨之新哥傳奇》是由王晶编導，劉德華、萬梓良等人主演的香港传记剧情片，根據何鴻燊、霍英東、葉漢的故事改編而成。本片在1992年的農曆新年賀歲片檔期放映優先場，再於2月20日正式上映，下集《賭城大亨II之至尊無敵》于同年8月20日上映。
拍摄本片是受到了1991年上映的《五亿探长雷洛传》的影响。

## 劇情
賀新童年時家中富有，但十二歲那年的大年初三，因父親及伯父投資洋行失利破產而家道中落，大伯更因此吞槍自殺，遺下自己和母親相依為命。
某日賀新到母親表哥的牙醫診所接受治療，卻因為付不起診金而在未施打麻藥的情況下被強拔兩顆門牙，劇痛與羞辱難當的賀新悲憤地向母親發誓將來要發達有錢，不再因窮被人看扁。
長大後，賀新成為了成績優異的物理系大學生，更與家境優渥的大學同學程樂兒交往，但大亨傅老揸之子傅家俊也喜歡程樂兒，所以傅家俊極度厭惡賀新，處處為難他，也看不起賀新出身低微，兩人從大學時代起就勢同水火。
一九四一年平安夜香港淪陷，賀新被迫中断学业并與好兄弟郭英南逃到澳門避难，兩人在码头做苦力时，获得运输公司老板阿芳素（他也是贺新在香港读书时的老师白神父的好友）的看中，但亦与傅老揸手下的賊人王昌产生矛盾。賀新和郭英南於賭場見識時，與擔任賭場總管的聶傲天惺惺相惜，更獲引薦為賭場老闆傅老揸效力，贺新出主意更换了骰子底盘的材质，令近期一直在赌场靠听骰子分辨点数赢了很多钱的三位赌徒输光钱财。
一次王昌勾结海盗，企图利用賀新和郭英南到公海进行藥品买卖之际除掉二人并出卖老揸的利益，后被賀、郭揭穿，两人维护利益有功，因此被奖赏成为公司股东。王昌为求老揸原谅，被迫切断一根手指，因此賀、郭与王的仇恨变的更大。
賀新与阿芳素博士的女兒阿妹在交往和教她识字过程中产生了恋情，因此阿妹遭到同樣爱慕賀新的異母姊Lucida虐打，後來賀新挺身而出及时救了阿妹並与之结婚。此時傅家駿带着妻子程樂兒回到其父身边做事，而聶傲天则被调往上海工作，臨走之前聶傲天看好賀新將來能成為澳門新一代風雲人物，送賀新一個「忍」字，勸他凡事隱忍以求保命，將來時機到時才有機會合作。
王昌为了钱财也為了報斷指之仇，暗中唆使強盜绑架傅老揸，并割下老揸的一只耳朵要家駿为其父缴纳100万港币的赎金。王昌手下大水牛告知賀、郭兩人主謀為王昌，兩人便單獨前去解救老揸，后来带着警察的王昌與傅家俊赶到，王昌順勢诬陷在場的賀、郭是绑架老揸的主嫌，两人因此入狱。在狱中賀新得了瘧疾，由於獄警都被王昌打点過，因此賀新親屬完全無法去探監，苦無門路的阿妹只得去求程樂兒去帮命在旦夕的賀新。對賀新仍有情愫的程樂兒到牢房裡为賀新打过疫苗，两人按耐不住往日情當場发生性行為，程樂兒因此怀了賀新的孩子。
後來賀言出面疏通总督关系讓賀、郭两人得以出狱，但被驱逐出境且十年内禁止入境，于是賀、郭和阿妹三人离开澳门到了香港。在香港的几年里，兩人通过投资房地产赚了不少钱，这时分隔十多年的聶傲天来找賀新，聶傲天認為時機成熟而希望與賀新聯手回澳门闖蕩，傅家俊也接手过世的老爸老揸的事業成為一方之主。賀、郭和聶于1961年成立了澳门娱乐公司與傅家俊明爭暗鬥，后来通过对葡萄牙政府的多方努力，以116万的竞价打败傅家駿争得澳门的赌权，賀成为了公司的主席，也慢慢往澳門第一大亨之路邁進。
由於傅家駿生意上敗給賀新，以及从王昌口中听到妻子程樂兒和賀新在牢里的性愛醜聞，因此怒派人去杀賀新。賀新因遭傅家俊等人伏擊受傷，有孕在身的阿妹帶受傷的賀新逃到一座教堂的地下室，阿妹藏起賀新獨自面對傅家俊，惱羞的傅家俊將阿妹虐打逼問賀新藏身處，阿妹被打至傷重昏迷。後來郭英南派人前来相救，賀新一行人逼的傅家駿當場自杀。
阿妹在医院产下了次女天儿，但因伤半身不遂。为了报复王昌，賀新出价五百万要买王昌的人头，平時做人不厚道又沒人性的王昌瞬間眾叛親離，甚至连老婆和親生父母都为了钱要杀他。最后王昌在杀死自己的老婆和父母后崩潰發瘋，賀新到場看了發瘋的王昌後心滿意足決定不殺他，反而要將王昌當狗養着任人笑罵，警惕與他作對的人就是如此下場。
最後程樂兒带着兒子（賀新的種）离开澳门远走夏威夷，當賀新與阿妹閒聊細數澳門還有沒有強人能威脅自己時，賀新忽然不安的望向遠處冷笑的聶傲天.....

## 角色
| 角色名稱         | 演員   | 粵語配音                 | 簡介                                                                         |
| ---------------- | ------ | ------------------------ | ---------------------------------------------------------------------------- |
| 賀新（Benny）    | 劉德華 | 劉德華，部份對白：馮永和 | 大學物理系學生 程樂兒前男友 阿妹男友，後與其結婚 原型：何鴻燊                |
| 郭英南（花柳仔） | 萬梓良 | 萬梓良                   | 賀新的知己好友 原型：霍英東                                                  |
| 阿妹（賀太）     | 邱淑貞 | 邱淑貞                   | 賀新妻子 阿芳素博士女兒，母亲是中国佣人，在家里常被其异母姐欺负 原型：黎婉華 |
| 程樂兒（Vivian） | 王祖賢 | 何錦華                   | 賀新读大学时的同学、女友 傅家駿妻子                                          |
| 傅家駿（大官）   | 林俊賢 | 陳欣                     | 程樂兒丈夫 傅老揸兒子 與賀新有嫌隙 原型：傅蔭釗                              |
| 王昌             | 秦沛   | 秦沛                     | 揸叔的手下 原型：梁昌                                                        |
| 傅老揸（揸叔）   | 關海山 | 關海山                   | 賭場老闆 傅家駿父親 原型：傅老榕                                             |
| 聶傲天（鬼王聶） | 劉兆銘 | 劉兆銘                   | 賀新、郭英南賭場的合伙人，後與他們決裂 原型：葉漢                            |
| Lucida           | 童玲   | 龍寶鈿                   | 阿妹的同父異母姐姐，爱慕贺新，喜欢欺负阿妹                                   |
|                  | 鮑起靜 | 沈小蘭                   | 賀新母親                                                                     |
| 賀言             | 蔡國慶 | 陳永信                   | 賀新的叔父 原型：何賢                                                        |
| 曾志偉           | 黃一飛 | 陳永信 國語配音：秦沛    | 賀新母親的表哥 牙醫                                                          |
| 白神父           | 魯亦詩 | 盧雄                     | 大学神父 阿芳素博士的生死之交                                                |
|                  | 錢似鶯 | 沈小蘭                   | 王昌母親 為了錢与老公，媳妇三人企圖杀王昌，事敗后三人都被王昌所殺            |
| 阿芳素博士       | 孫鏡鴻 | 馮永和                   | 运输公司老板 阿妹父亲 揸叔好友                                               |
| 西洋哥           | 簡達華 | 黃志成                   | 王昌手下 Lucida的男朋友，垂涎阿妹的美色                                      |
| 大炮明           | 藍靖   | 陳欣                     | 王昌的手下                                                                   |

## 歌曲
| 曲別   | 歌名       | 作曲   | 作詞 | 演唱   |
| ------ | ---------- | ------ | ---- | ------ |
| 主題曲 | 《不了情》 | 王福龄 | 陶秦 | 葉蒨文 |

## 奖项
| 頒獎典禮             | 獎項     | 名字   | 結果 |
| -------------------- | -------- | ------ | ---- |
| 第12屆香港電影金像獎 | 最佳剪接 | 黄永明 | 提名 |

## 外部連結
- 香港影庫上《賭城大亨之新哥傳奇》的資料（繁體中文）
- 開眼電影網上《賭城大亨之新哥傳奇》的資料（繁體中文）
- 豆瓣电影上《賭城大亨之新哥傳奇》的資料 （简体中文）
- 时光网上《賭城大亨之新哥傳奇》的資料（简体中文）
- AllMovie上《賭城大亨之新哥傳奇》的资料（英文）
- 爛番茄上《賭城大亨之新哥傳奇》的資料（英文）
- 互联网电影数据库（IMDb）上《賭城大亨之新哥傳奇》的资料（英文）